# 张默 (演员)
张默（1982年7月28日—），男，汉族，天津市人，生于四川省成都市，中國演员，曾就讀中央戏剧学院2001级表演系二班。

## 家庭
父親張國立，藝人。生母羅秀春。繼母鄧婕。

## 爭議

### 打人事件
- 2002年，就讀中央戏剧学院表演系。2003年，張默因殴打藝人女友童瑶而成为媒體焦点，该事件涉及中央戏剧学院表演系主任黄定宇。其父張國立發表聲明公開道歉[1]。2004年1月8日，被中央戏剧学院勒令退学[2]。

### 吸毒事件
- 2012年1月31日，张默因涉嫌聚众吸食毒品被北京市顺义區警察抓获，被处以13日行政拘留。[3][4]

- 2014年7月31日，北京市公安局在其官方微博“平安北京”通报，根据群众举报，演员张某等因吸食毒品被公安机关查获。[5]8月28日，张默因涉“容留他人吸毒罪”被批捕。2015年1月19日，张默因涉嫌容留他人吸毒罪被检方提起公诉[6]。1月27日在北京海淀法院公开开庭审理[7]，张默因涉嫌容留他人吸毒被判处有期徒刑6个月，并处罚金5,000元人民幣[8]。其本人已于1月28日刑期届满释放，有网友说“几乎是当庭释放”[9][10]。

- 2014年10月8日，张默被正式入广电总局的“封杀劣迹艺人”列单中，其国内参与制作的电影、电视剧、电视节目、广告节目、网络剧、微电影等，都列入暂停播出范围。《铁齿铜牙纪晓岚3》在重播时，在片尾演员表将张默的名字打码。[11]

## 作品

### 电视剧
| 首播   | 劇名                            | 角色                                   |
| 1997年 | 《康熙微服私访记1》之《犁头记》 | 乞丐乙                                 |
| 2000年 | 《康熙微服私访记3》之《食盒记》 | 胡二                                   |
| 2001年 | 《冬天不冷》                    | 小曹                                   |
| 2002年 | 《我这一辈子》                  | 顺子                                   |
| 2003年 | 《挣脱》                        | 沈林                                   |
| 2004年 | 《铁齿铜牙纪晓岚3》             | 袁洪（因涉毒，重播时演员表被打码处理） |
| 2004年 | 《少年大钦差》                  | 丰绅殷德                               |
| 2004年 | 《新九品芝麻官》                | 陆小凤                                 |
| 2005年 | 《少年宝亲王》                  | 弘昼                                   |
| 2005年 | 《龙非龙凤非凤》                | 光绪                                   |
| 2005年 | 《少年嘉庆》                    | 永瑆                                   |
| 2005年 | 《济公新传》                    | 济公(李修缘)                           |
| 2006年 | 《叫一声妈妈》                  | 刘卫强                                 |
| 2007年 | 《父辈的旗帜》                  | 万虎豹                                 |
| 2008年 | 《侦探成旭》                    | 薛染                                   |
| 2008年 | 《世界是我们的》                |                                        |
| 2008年 | 《我的老婆是傻瓜》              | 秦泽威                                 |
| 2009年 | 《守着阳光守着你》              | 余佑男                                 |
| 2010年 | 《孽债2》                       | 盛天华                                 |
| 2011年 | 《下南洋》                      | 唐阿泰                                 |
| 2011年 | 《凰圖騰》                      | 唐懿宗                                 |
| 2013年 | 《失戀33天》                    | 王一揚                                 |
| 2014年 | 《愛情最美麗》                  | 青年馬錦魁 (客串)                      |
| 禁播   | 《翻手为云覆手雨》              |                                        |

### 电影
| 首播   | 片名                       | 角色         |
| 2000年 | 《因为有爱》               | 林海         |
| 2006年 | 《狗狗心事》               | 小狗牛郎配音 |
| 2007年 | 《没有共产党就没有新中国》 | 钱六子       |
| 2007年 | 《天下第二》               | 诸葛明       |
| 2010年 | 《让子弹飞》               | 老六         |
| 2012年 | 《一九四二》               | 栓柱         |

## 荣誉
- 2008年 获南方盛典2007年度最佳新人奖
- 第13届中國电影表演學會金凤凰獎（新人獎）